# Röd vaktelduva
Röd vaktelduva (Geotrygon montana) är en fågel i familjen duvor inom ordningen duvfåglar. Den har en vid utbredning från södra Mexiko och Västindien söderut till Argentina.

## Kännetecken

### Utseende
Röd vaktelduva är en rätt liten (25 cm) och satt marklevande duva. Hanens djupt roströda ovansida och tydliga beigefärgade linje under ögat är karakteristisk. Honan är brun ovan och har svagare ansiktsteckning. Båda könen är ljust kanelbruna undertill.

### Läte
Sången består av en monoton rätt mörk och klagande ton, i engelsk litteratur återgiven "whoOOou".

## Utbredning och systematik
Röd vaktelduva delas in i två underarter med följande utbredning:
- Geotrygon montana montana – förekommer i tropiska områden från södra Mexiko och Stora Antillerna till södra Brasilien och norra Argentina
- Geotrygon montana martinica – förekommer i Små Antillerna

Underarten martinica har tidigare behandlats som egen art. Tillfälligt har den påträffats i Texas och Florida i USA.

## Levnadssätt
Röd vaktelduva hittas i låglänta skogar, men också öppnare miljöer som kaffeplantage. Födan består av frön från exempelivs Borreria och Styrax, men även små ryggradslösa djur.

## Status och hot
Arten har ett stort utbredningsområde och en stor population, men tros minska i antal, dock inte tillräckligt kraftigt för att den ska betraktas som hotad. Internationella naturvårdsunionen IUCN kategoriserar därför arten som livskraftig (LC).